# El cascabel (programa de televisión)
El cascabel (anteriormente, El cascabel al gato) es un programa de televisión centrado en el debate político y en la actualidad social. El espacio es emitido por Trece de lunes a jueves a las 22:00 horas desde su estreno, que tuvo lugar el 4 de febrero de 2013. Tras su afianzamiento en la parrilla de programación del canal, con el inicio de la temporada televisiva 2013/2014, el programa modificó su denominación y cambió su plató.

## Formato
Los contenidos de El cascabel se centran en la discusión de temas que conciernen al panorama social, cultural y político español actual desde una perspectiva ideológica de centro derecha. El programa arranca con un repaso a la actualidad del día presentado por José Luis Pérez para dar paso a continuación a una entrevista a un personaje destacado de la sociedad para analizar los últimos sucesos sociales y políticos. A continuación, el equipo de colaboradores del programa repasa y debate las noticias y los comentarios que se producen en las redes sociales, que llegan de la mano de Paola Sánchez (en la temporada 2016/2017, se encargaba Javier de Hoyos). Antonio Jiménez, Susana Ollero y el equipo del programa se desplazan también los lugares en los que ocurren las noticias, con conexiones en directo y entrevistas por vídeo o teléfono.

## Colaboradores
Los habituales comentaristas de la tertulia son políticos, académicos, empresarios y periodistas, como, Cristina López Schlichting, José Luis Pérez (director de informativos de COPE), Juan Iranzo, Jaime González, Carmelo Encinas, Joaquín Leguina, Miguel Ángel Rodríguez, Montse Suárez,  Eva Llarandi, Ricardo Martín, Pablo Gimeno, Edurne Uriarte y Carlos Cuesta.
El programa ha entrevistado también a grandes figuras sociales y políticas como Mariano Rajoy, Albert Rivera, Cayetano Martínez de Irujo o Carlos Herrera.